# Saint-Thierry
 Saint-Thierry  es una población y comuna francesa, en la región de Champaña-Ardenas, departamento de Marne, en el distrito de Reims y cantón de Bourgogne.

## Demografía
| 346 | 430 | 525 | 578 | 550 | 572 |
| Para los censos de 1962 a 1999 la población legal corresponde a la población sin duplicidades (Fuente: INSEE [Consultar]) |     |     |     |     |     |